# Balilla (1927)
Balilla – włoski dwukadłubowy okręt podwodny typu Balilla o wyporności nawodnej 1427 ton, zwodowany 20 lutego 1927 roku w stoczni Muggiano. Okręt wszedł do służby w marynarce wojennej Królestwa Włoch 21 lipca 1928 roku. Okręt był szeroko wykorzystywany w latach 30. XX wieku, brał udział w hiszpańskiej wojnie domowej, jednak po wybuchu II wojny światowej był już przestarzały i zbyt duży na przejrzyste wody Morza Śródziemnego. Bazując w Tarencie, w początkowym okresie wojny prowadził ofensywne patrole, został jednak wkrótce skierowany do misji zaopatrzeniowych dla wojsk włoskich w północnej Afryce Okręt został unieruchomiony w kwietniu 1941 roku i przesunięty do rezerwy.
Okręt wypierał 1874 tony pod wodą, uzbrojony był w 4 wyrzutnie torpedowe kalibru 533 mm na dziobie oraz 2 wyrzutnie tego samego kalibru na rufie. Ponadto miał działo kal. 120 mm a także 2 wkm kal. 13,2 mm. Układ napędowy okrętu tworzyły dwa silniki Diesla Fiat oraz 2 silniki elektryczne Savigliano, 2 wały napędowe (1600 kW) a także pomocniczy silnik Diesla Fiat o mocy 425 KM, służący do rejsu z prędkością ekonomiczną. Napęd główny okrętu zapewniał mu prędkość maksymalną 16 węzłów na powierzchni oraz 7 węzłów w zanurzeniu.